# 十六国春秋
『十六国春秋』（じゅうろっこく しゅんじゅう）は、中国の北魏に撰せられた、五胡十六国時代に関する歴史書である。五胡十六国時代という名称の由来になった。原書は『隋書』「経籍志」によれば、全102巻である。散逸しており、現存するものは全て後世の復元書（輯本）である。

## 伝歴
北魏の崔鴻が撰した原本は北宋代には散逸してしまっており、現代まで伝えられてはいない。清の紀昀は以下のように述べている。
このように原本の全102巻は、司馬光が『資治通鑑』の編纂に引用した北宋時代には二十余巻を除いて散逸していた。現行の四庫全書に収められている100巻本は、明代になって、屠喬孫・項琳の二人の学者が『北史』や『晋書』「載記」などの諸書から輯佚したものであり、原本とは異なっている。これを屠本『十六国春秋』という。

## 異本『別本十六国春秋』 『十六国春秋輯補』
また、『漢魏叢書』中にも「十六国春秋」16巻が収載されているが、こちらの伝来も不明であり、北魏の崔鴻の手になる原本とは異なっている。こちらは四庫全書では「別本十六国春秋」とされている。司馬光が『資治通鑑』を書いた時に参照した『十六国春秋鈔（十六国春秋略）』も同一の書と思われる。その他、『広雅書局叢書』中には、清の湯球が撰した「十六国春秋纂録校本」10巻、「十六国春秋輯補」100巻がある。こちらは、『晋書』や各種類書に引用される佚文を輯集したものであり、その典拠も明記されている。また、そこには同撰者による「三十国春秋輯本」も収載されている。

## 構成

### 「別本十六国春秋」
| 巻数   | 巻題   | 節目                                                 |
| ------ | ------ | ---------------------------------------------------- |
| 巻一   | 前趙録 | 劉淵・劉聡・劉曜                                     |
| 巻二   | 後趙録 | 石勒・石弘・石虎・石閔                               |
| 巻三   | 前燕録 | 慕容廆・慕容皝・慕容儁・慕容暐                       |
| 巻四   | 前秦録 | 苻洪・苻健・苻生・苻堅・苻丕・苻登                   |
| 巻五   | 後秦録 | 姚弋仲・姚襄・姚萇・姚興・姚泓                       |
| 巻六   | 蜀録   | 李特・李流・李雄・李期・李寿・李勢                   |
| 巻七   | 前涼録 | 張軌・張寔・張茂・張駿・張重華・張祚・張玄靚・張天錫 |
| 巻八   | 西涼録 | 李暠・李歆                                           |
| 巻九   | 北涼録 | 沮渠蒙遜・沮渠牧犍                                   |
| 巻十   | 後涼録 | 呂光・呂纂・呂隆                                     |
| 巻十一 | 後燕録 | 慕容垂・慕容宝・慕容盛・慕容熙・高雲                 |
| 巻十二 | 南涼録 | 禿髪烏孤・禿髪利鹿孤・禿髪傉檀                       |
| 巻十三 | 南燕録 | 慕容徳・慕容超                                       |
| 巻十四 | 西秦録 | 乞伏国仁・乞伏乾帰・乞伏熾磐・乞伏暮末               |
| 巻十五 | 北燕録 | 馮跋・馮弘                                           |
| 巻十六 | 夏録   | 赫連勃勃・赫連昌・赫連定                             |

### 「十六国春秋 (屠喬孫・項琳・四庫全書本）」
| 巻題   | 巻数 | 節目 |
| ------ | ---- | --- |
| 前趙録 | 10   | 劉淵・劉和（1巻）・劉聡上中下（3巻）・劉曜上中下（3巻）・劉宣他（1巻）・王弥他（1巻）                                                                    |
| 後趙録 | 12   | 石勒上中下（3巻）・石弘（1巻）・石虎上中下（3巻）・石世・石遵・石鑑（1巻）・冉閔（1巻）・石生他（1巻）・仏図澄他（1巻）・張賓他（1巻）                   |
| 前燕録 | 10   | 慕容廆（1巻）・慕容皝上下（2巻）・慕容儁上下（2巻）・慕容暐上下（2巻）・慕容吐谷渾・慕容翰・慕容仁・慕容恪他（1巻）・裴嶷他（1巻）・李産他（1巻）        |
| 前秦録 | 10   | 苻洪（1巻）・苻健（1巻）・苻生（1巻）・苻堅上中下（3巻）・苻丕（1巻）・苻登（1巻）・苻雄・苻菁・苻黄眉・苻法・苻融（1巻）・呂婆楼・王猛・釈道安他（1巻） |
| 後燕録 | 10   | 慕容垂上中下（3巻）・慕容宝（1巻）・慕容盛（1巻）・慕容熙（1巻）・慕容雲（1巻）・慕容永他（1巻）                                                         |
| 後秦録 | 10   | 姚弋仲（1巻）・姚襄（1巻）・姚萇（1巻）・姚興上中下（3巻）・姚泓（1巻）・鳩摩羅什他（1巻）                                                               |
| 南燕録 | 3    | 慕容徳（1巻）・慕容超（1巻）・慕容鍾等20人（1巻） |
| 夏録   | 4    | 赫連勃勃（1巻）・赫連昌（1巻）・赫連定（1巻）・胡義周等8人（1巻）                                                                                        |
| 前涼録 | 6    | 張軌（1巻）・張寔・張茂（1巻）・張駿（1巻）・張重華・張耀霊・張祚（1巻)・張玄靚・張天錫（1巻）                                                           |
| 蜀録   | 5    | 李特（1巻）・李流・李雄（1巻）・李班・李期・李寿・李勢（1巻）                                                                                            |
| 後涼録 | 4    | 呂光（1巻）・呂紹・呂纂（1巻）・呂隆（1巻） |
| 西秦録 | 6    | 乞伏国仁・乞伏乾帰（1巻）・乞伏暮末（1巻） |
| 南涼録 | 3    | 禿髪烏孤・禿髪利鹿孤（1巻）・禿髪傉檀（1巻）・禿髪文支等11人（1巻）                                                                                      |
| 西涼録 | 3    | 李暠（1巻）・李歆（1巻）・李恂等8人（1巻） |
| 北涼録 | 4    | 沮渠蒙遜（1巻）・沮渠牧犍（1巻） |
| 北燕録 | 3    | 馮跋（1巻）・馮弘（1巻）・馮素弗等14人（1巻） |